# Władimir Machnutin
Władimir Władimirowicz Machnutin (ros. Владимир Владимирович Махнутин; ur. 28 października 1987 w Czusowoju) – rosyjski saneczkarz startujący na torach lodowych, wicemistrz świata i dwukrotny mistrz Europy.

## Kariera
Pierwszy sukces osiągnął w 2006 roku, kiedy podczas mistrzostw świata juniorów w Altenbergu zdobył brązowy medal w zawodach drużynowych. W tej samej konkurencji zdobył też złoty medal na mistrzostwach Europy w Paramonowie i mistrzostwach świata w Altenbergu, rozgrywanych w 2012 roku. Zdobył też srebrny medal w dwójkach i złoty w drużynie podczas mistrzostw Europy w Siguldzie w 2014 roku. W tym samym roku zajął dziewiąte miejsce w dwójkach podczas igrzysk olimpijskich w Soczi. Na rozgrywanych cztery lata wcześniej igrzyskach w Vancouver był dziesiąty.